# ألان جون
ألان جون (بالإنجليزية: Alan John)‏ هو ملحن أسترالي، ولد في 7 مايو 1958.

## وصلات خارجية
- ألان يوحنا على موقع IMDb (الإنجليزية)
- ألان يوحنا على موقع ميوزك برينز (الإنجليزية)
- ألان يوحنا على موقع قاعدة بيانات الفيلم (الإنجليزية)